# Pháo đài Modlin
Pháo đài Modlin (tiếng Ba Lan: Twierdza Modlin) là một trong những pháo đài lớn nhất thế kỷ XIX ở Ba Lan. Nó nằm ở thị trấn Nowy Dwór Mazowiecki thuộc quận Modlin trên sông Narew, cách Warsaw khoảng 50 km về phía bắc. Được người Pháp xây dựng vào những năm 1806 - 1812, doanh trại chính nằm trong khu phức hợp là tòa nhà dài nhất châu Âu với chiều dài 2.250 m.

## Hậu Thế chiến thứ nhất
Sau Thế chiến thứ nhất Modlin trở thành một phần của Cộng hòa Ba Lan thứ hai và được hiện đại hóa với các boongke, thiết bị chống tăng và phòng không hiện đại. Mục đích chính của nó là cung cấp vỏ bọc cho Warsaw khỏi các cuộc tấn công của kẻ thù từ miền Bắc. Pháo đài cũng chứa một số doanh trại quân đội và trường cao đẳng quân sự cho hạ sĩ quan NCOs, bao gồm Trung tâm đào tạo kỹ sư và Trường sĩ quan quân đội bọc thép.
Pháo đài Modlin là nơi diễn ra Trận Modlin trong cuộc xâm lược Ba Lan của Đức năm 1939. Tướng Wiktor Thommée đã buộc Quân đội Łódź vào pháo đài sau khi không chiến đấu trở về Warsaw, và ông là một trong những đơn vị quân đội Ba Lan cuối cùng bị bắt giữ.

## Hiện nay
Một số phần của pháo đài được mở cửa cho khách du lịch. Đồng thời, quân đội Ba Lan vẫn còn nhiều cơ sở trong khu vực và do đó một số khả năng không thể tới gần được. Một số đồn lẻ bị bỏ rơi không được duy trì và đã xuống cấp trầm trọng, với nhiều đồ kim loại đã bị cướp phá lấy phế liệu. Sân bay Modlin nằm trong khu vực pháo đài. Nó mở cửa trở lại là sân bay dân sự thứ hai cho thành phố Warsaw vào tháng 7 năm 2012. Vào năm 2013, Pháo đài Modlin đã được bán cho các nhà đầu tư tư nhân sau khi có mặt trên thị trường trong 5 năm, nhưng một số tính năng chính như Tháp Tatar và Tháp Trắng phải được bảo tồn cho công chúng tham quan.